# Joep Mommersteeg
Joseph Antonius (Joep) Mommersteeg ('s-Hertogenbosch, 6 maart 1917 - Amsterdam, 21 september 1991) was een Nederlands politicus.
Mommersteeg was een KVP'er (later CDA'er) die in het begin van de bezettingstijd als jonge Brabantse katholiek aangesloten was bij het Nationaal Front, maar daar al gauw afstand van nam en een moedige rol speelde in het verzet. Hij was vijfentwintig jaar werkzaam bij Keesings Historisch Archief en vele jaren in de Tweede Kamer een buitenlandwoordvoerder die Luns niet kritiekloos volgde. Hij schafte als staatssecretaris van Defensie in het kabinet-Den Uyl in augustus 1973 de groetplicht voor dienstplichtigen af. Hij moest echter wegens ziekte al na 10 maanden aftreden. Daarna was hij voorzitter van een staatscommissie over het vrijwilligersleger en vervolgens weer Tweede Kamerlid en lid van het Europees Parlement.
- Biografisch Portaal: 63849878
- Gemeinsame Normdatei: 1139980068
- International Standard Name Identifier: 0000 0003 9197 1357
- Nederlandse Thesaurus van Auteursnamen: 067801579
- Parlement.com: vg09ll3gezzx
- Virtual International Authority File: 285910546
- WorldCat: E39PBJvRR4t7wykVVJJWwGbcfq